# Gephyroberyx philippinus
Gephyroberyx philippinus är en fiskart som beskrevs av Fowler, 1938. Gephyroberyx philippinus ingår i släktet Gephyroberyx och familjen Trachichthyidae. Inga underarter finns listade i Catalogue of Life.